# 매직 (영화)
매직(Magic)은 미국에서 제작된 리차드 아텐보로 감독의 1978년 공포, 스릴러 영화이다. 안소니 홉킨스 등이 주연으로 출연하였고 C.O. 에릭슨 등이 제작에 참여하였다.

## 출연

### 주연
- 안소니 홉킨스
- 앤 마그렛

### 조연
- 버제스 메러디스
- 에드 로터
- E.J. 안드레
- 제리 하우저
- 데이빗 오그던 스타이어스
- 릴리안 랜돌프
- 조 로우리
- 밥 해크먼
- 비벌리 샌더스
- 패트릭 맥컬러프
- 스콧 가렛
- 마이클 J. 하트

## 제작진
- 원작자: 윌리엄 골드먼
- 미술: 테렌스 마쉬
- 의상: 루스 마이어스